# Leonel Rugama
José Leonel Rugama Rugama (Estelí, 27 de marzo de 1949 - Managua, 15 de enero de 1970) fue un poeta, profesor y seminarista nicaragüense reconocido por su aporte a la literatura nicaragüense. Su poema más difundido ha sido "La Tierra es un satélite de la Luna".

## Reseña biográfica
Nació el 27 de marzo de 1949 en el Valle de Matapalos, al noreste del departamento de Estelí. Su padre Pastor Rugama, era oficial de carpintería y su madre Cándida Rugama era maestra. Sus padres se mudaron a la ciudad de Estelí en febrero de 1950, y allí hizo sus estudios primarios.
De pequeño nunca le gustó jugar con armas, cuando le regalaban una pistola de juguete, esta la daba a otros amigos a cambio de chibolas, trompos u otros juguetes. Era un excelente jugador de ajedrez con su vecino de infancia Carlitos Argeñal, hijo del dueño de la Librería Argeñal. 
Fue monaguillo en la parroquia de Estelí junto con su primo Rafael Gámez (Olaf), 
esto despertó su vocación al sacerdocio ingresando al Seminario menor "Nuestra Señora de la Asunción" de Managua donde cursó estudios de secundaria. En vacaciones, llegaba a Estelí luciendo sotana y cinta morada en la cintura.
Abandono el seminario y terminó su último curso de secundaria en el Instituto Nacional de Estelí (actual Instituto Nacional Francisco Luis Espinoza), obteniendo el primer lugar en su grupo. Fue maestro de matemáticas en institutos de la ciudad de Estelí. 
Era de carácter tan humilde, que cuando asistía a los Matinée del Cine Estelí, compraba las entradas para el área de Palco, pero se iba al área General o Platea.

## Guerrillero sandinista
En 1967 establece contacto con el FSLN y se interna en la montaña como combatiente guerrillero. Allí comienza a escribir poesía. Recibe órdenes de trasladarse a la ciudad de León. Logra matricularse en la Universidad Nacional Autónoma de Nicaragua (UNAN). Trabaja como profesor de matemáticas y se encarga de la publicación de El Estudiante.

## Poeta trunco
Es considerado una de las voces de la llamada poesía trunca junto a  Roque Dalton, Ricardo Morales Avilés, Arlen Siu y otros.
"Poesía Trunca" es una antología poética muy particular hecha por Mario Benedetti. Incluye a veintiocho poetas latinoamericanos quienes murieron en plena juventud dando sus vidas por la causa revolucionaria. Algunos de estos poetas perecieron en combate o cumpliendo misiones internacionalistas.
Sus primeros poemas fueron publicados en La Prensa Literaria, suplemento semanal del Diario La Prensa, bajo la dirección de Pablo Antonio Cuadra quien aplicaba una rigurosa revisión y selección para la calidad literaria del contenido publicado. Su poema  “La Tierra es un satélite de la Luna” se ha considerado por la crítica como uno de los poemas más difundido de la poesía latinoamericana. 
"Su tema central es el contraste entre los recursos que gasta el hombre en llegar al satélite natural de la Tierra y el hambre que vive la humanidad, aplaude la fe cristiana, y sentencia en manos de quién quedarán las conquistas selenitas."

## Muerte
Leonel Rugama murió el 15 de enero de 1970, cuando la casa de seguridad cerca del Cementerio Oriental en Managua fue detectada y delatada por Orejas de la Oficina de Seguridad Nacional (OSN) somocista. El lugar fue rodeado por un batallón de la Guardia Nacional de Somoza, se entabló un combate desigual. Rugama en compañía única de los jóvenes combatientes Róger Núñez Dávila y Mauricio Hernández Baldizón, todos resisten el mayor poder de fuego pero al final serían abatidos en el lugar.
En una pausa del tiroteo, el General Samuel Genie Lacayo, les solicita que se rindan a lo que Leonel respondió: 
"¡Que se rinda tu madre!"
Tita Valle guardó sus poemas y, cuando la Guardia lo mató, le entregó su legajo -su legado- a Jaime Wheelock Román, entonces director de la revista Taller, editada por los estudiantes de la UNAN-León, donde fueron publicados en la edición n.º 4.

## Valoraciones
Teófilo Cabestrero Rodríguez (1931-2016), misionero claretiano y teólogo catalán, en su obra "Leonel Rugama, el delito de tomar la vida en serio" recoge opiniones que sobre Rugama expresaron quienes lo conocieron, desde poetas y compañeros de lucha. Cabestrero Rodríguez vivió en Nicaragua de 1980 a1983 dirigiendo el departamento de publicaciones del Centro Ecuménico Antonio Valdivieso, y fue miembro fundador del semanario "El Tacayán".
Pablo Antonio Cuadra precisó: 
"El poeta Rugama era más bien un hombre de conceptos. Lo sorprendente de él eran sus juegos de ideas. Poco jugó con la palabra, Rugama. Pero si a Rugama lo tomas a la edad en que entró en la literatura nicaragüense, y lo colocas en la literatura nicaragüense y ves cómo la asume y cómo está empezando a dar una nueva cosa, entonces sí, uno ve la grandeza de este muchacho… Yo lo que notaba en él era la capacidad de asimilación, que la había visto en Rubén Darío y la había visto en Carlos Martínez Rivas…"
José Coronel Urtecho testimonió: 
"Hasta que conocí su poesía me di cuenta de la importancia y de la calidad del individuo como hombre y como poeta, que es lo mismo, al fin y al cabo. La poesía es la definición, la lengua, la experiencia plena de un hombre y su vida. Esto es lo que yo he entendido siempre por poeta, y este hombre -Rugama- lo hacía de una manera perfecta, sobre cualquier acontecimiento. Es uno de los grandes santos de la revolución. Uno de esos santos de ella, posiblemente el más puro."
Ernesto Cardenal apuntó: 
"A mi juicio, Rugama es de los grandes poetas que ha producido Nicaragua… y me parece especialmente admirable que siendo él tan joven, siendo tan breve el tiempo que tuvo para escribir, y estando en ese breve tiempo tan atareado con su trabajo clandestino, incluso asaltando bancos, sin demasiados períodos de tranquilidad y ocio, a pesar de todo eso, sea Rugama uno de los grandes poetas de Nicaragua, es lo que yo considero como algo extraordinario, como un caso de genio. Hasta podría decir que Rugama ha sido el más exteriorista de todos nosotros…"
Beltrán Morales, poeta y periodista corrector de pruebas de La Prensa, lo retrató: 
"Leonel es de esas personas que hablan rápido, porque piensan rápido, al extremo que la palabra suele adelantársele al pensamiento."
María Esperanza Valle (Tita) precisó rasgos que, a su criterio, caracterizaron la personalidad de Leonel: 
"Él trataba de pasar desapercibido, más allá de lo que pudo condicionar sus hábitos de vida clandestina. Era muy discreto y reservado, y nunca se presentaba como líder del grupo. Su calidad humana, sus grandes capacidades y su forma de ser hacían que lo viéramos como a un ser superior, de quien se sentía su autoridad moral. Cuando nos veíamos para alguna tarea, o nos encontrábamos casualmente en una casa clandestina, tomaba una actitud muy seria. Fue en el único asunto en que yo lo vi siempre serio. Leonel era libre. Era como un pájaro."

## Homenajes

### Escritos sobre el autor
- "Revaluación de Leonel Rugama". Ernesto Cardenal.[8] e hizo un poema en su nombre y a la ciudad de Managua titulado "Oráculo sobre Managua" como también grabó en viva voz el emblemático poema La Tierra es un satélite de la Luna.

### Movimiento cultural
El Instituto Nicaragüense de Cultura (INC) con el apoyo de la Juventud Sandinista 19 de julio (JS19J), la Unión Nacional de Estudiantes de Nicaragua (UNEN) en las universidades y la Federación de Estudiantes de Secundaria (FES) impulsan el Movimiento Cultural "Leonel Rugama" para animar la participación activa de la juventud nicaragüense en las artes y la cultura.
El Movimiento Cultural "Leonel Rugama" fue fundado en la primera etapa de la Revolución Popular Sandinista en la década de los años 80 del siglo XX.
El Premio Nacional de Poesía Joven "Leonel Rugama" es convocado anualmente por el Instituto Nicaragüense de Cultura y el Movimiento Cultural "Leonel Rugama".

### Cortometraje
- La Tierra es un satélite de la Luna. Por Ricardo Zambrana de la Escuela Internacional de Cine y Televisión. Concentra los últimos momentos de la vida de Rugama y pinceladas de su vida amorosa.

### Música
En la canción "No se me raje mi Compa", una canción anecdótica, porque cuenta diferentes anécdotas de la vida de revolucionarios latinoamericanos, el autor Carlos Mejía Godoy incluye a Leonel Rugama dedicándole la estrofa siguiente:
"¿Te acordás de aquel muchacho, 

el que vendía tortillas? 

Se salió del seminario 

Pa' meterse a la guerrilla. 

Murió como todo un hombre, 

Allá por el cementerio. 

Cometió el atroz delito de agarrar 

la vida en serio. 

Cometió el atroz delito de agarrar 

la vida en serio."
El cantautor nicaragüense, Dayan Morales Molina, musicalizó el poema "La Tierra es un satélite de la Luna" en homenaje a al 30 aniversario de su muerte.

### Sitios y monumentos
- Barrio "Leonel Rugama Rugama" en su ciudad natal de Estelí.

- Centro Cultural "Leonel Rugama Rugama" en Estelí en reconocimiento a su labor como maestro y poeta.

- Recinto Universitario "Leonel Rugama Rugama" (RULR) sede de la Facultad Regional Multidisciplinaria (FAREM-Estelí) de la UNAN-Managua

- Mural alusivo junto con Augusto C. Sandino, Carlos Fonseca Amador y el Che Guevara en la FAREM-Estelí.

- Busto y Mural alusivo en el Instituto Nacional "Francisco Luis Espinoza" destacando su famosa frase "¡Que se rinda tu madre!".